# Anne Étienne Marie de La Forge
Anne Étienne Marie de La Forge, né le 25 décembre 1748 à Auxerre et mort le 12 mai 1805 à Paris, est un député français.

## Biographie
Anne Étienne Marie de Saint-Georges, dit Marie de La Forge, est né le 25 décembre 1748 à Auxerre.
Conseiller  au bailliage et présidial d'Auxerre en 1770, il est député en 1789,.